# Sendomierz

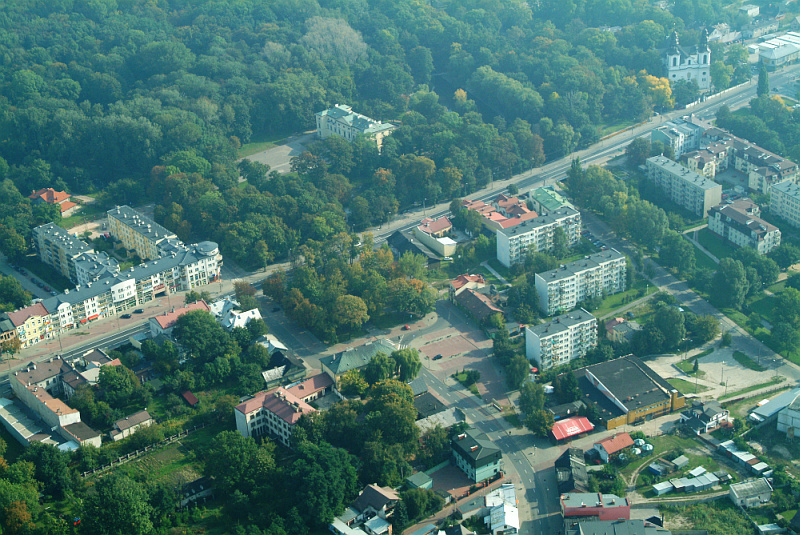
Zdjęcie lotnicze przedstawiające historyczny rynek Sendomierza (stan - jesień 2007)

Sendomierz – miasto istniejące w latach 1549–1695, obecnie w granicach Mińska Mazowieckiego.
Przywilej lokacyjny został wydany 16 stycznia 1549 roku przez króla Zygmunta II Augusta rodzinie Wolskich herbu Półkozic. Miejska urbanistyka opierała się na renesansowych zasadach. Centralną przestrzenią miasta, wokół której kształtowała się główna zabudowa stanowił kwadratowy rynek (obecny plac Kilińskiego w Mińsku Mazowieckim) z wychodzącym prostopadle z południowej pierzei Traktem Karczewskim (obecnie ulica Piłsudskiego), którego przebieg został celowo zmieniony tak, by wchodził on do rynku centralnie - pierwotnie miał prosty przebieg i dochodził do obecnej ulicy Warszawskiej w okolicy mostu przy rzece Srebrnej.
Od wschodu miasto miało granicę wzdłuż rzeki Srebrnej, na północy graniczył z terenami dworskimi.
Do Mińska został włączony w 1659 roku.
Niedaleko rynku Sendomierza znajduje się Pałac Dernałowiczów, zaś przy samym rynku kolejny zabytek: dawne starostwo. Znajduje się tam także biblioteka miejska.